# 三日月ハーフパイプ
「三日月ハーフパイプ」（みかづきハーフパイプ）は、Peaky SALTの3枚目のシングル。2009年11月4日発売。

## 解説
3枚目のシングルは、前シングル「ピカピカ」が4人の音のみで形成されていたのに対し、打ち込みを多用したスタイルとなっている。

## 収録曲
1. 三日月ハーフパイプ
  - 作詞:三浦祐太朗　/　作曲:古銭友一郎　/　編曲:Peaky SALT

  - NTV系全国ネット「天才!志村どうぶつ園」10月～12月エンディングテーマ
2. DOGGY
  - 作詞:三浦祐太朗　/　作曲:古銭友一郎　/　編曲:Peaky SALT
3. Junior's Farm